# Principio di autoconsistenza di Novikov
Il principio di autoconsistenza di Novikov è una soluzione ai paradossi del viaggio nel tempo suggerita dal fisico russo Igor' Dmitrievič Novikov verso la metà degli anni ottanta. Essa, e altri concetti simili, sono le principali teorie opposte a quella delle dimensioni parallele per la soluzione degli stessi paradossi.
Il principio afferma, in sostanza, che il passato è immutabile. Più precisamente, in un anello temporale chiuso gli eventi devono essere determinati non solo dagli eventi passati, ma anche da quelli futuri: per questo motivo è impossibile impedire un evento già avvenuto dal suo futuro; tutt'al più si può far sì che si verifichi.

## Storia
I fisici sanno da molto tempo che alcune soluzioni alla teoria della relatività generale permettono una curva di tipo tempo chiusa (CTC) - per esempio la metrica di Gödel. Novikov discusse per la prima volta la possibilità dell'esistenza di curve di tempo chiuse nei suoi libri del 1975 e 1983, suggerendo che solamente i viaggi indietro nel tempo autoconsistenti sarebbero possibili. In una ricerca del 1990 di Novikov e altri intitolata "Cauchy problem in spacetimes with closed timelike curves", gli autori affermano:
L'unico tipo di violazione causale che gli autori trovano inaccettabile è quel concetto incarnato nella fantascienza di andare indietro nel tempo e uccidere il proprio sé più giovane (cambiando il passato). Alcuni anni fa uno di noi (Novikov) ha brevemente considerato la possibilità che le CTC potrebbero esistere e ha sostenuto che esse non possano comportare questo tipo di violazione della causalità. Gli eventi all'interno di una curva di tempo chiusa sono già sicuramente auto-consistenti, sostiene Novikov; si influenzano a vicenda attorno ad una curva chiusa in maniera ciclica, autoconsistente e auto-aggiustante.

Dovremmo incorporare questo punto di vista in un principio di autoconsistenza, secondo il quale le uniche soluzioni alle leggi della fisica che possono verificarsi localmente nell'Universo reale sono quelle che sono globalmente autoconsistenti. Questo principio permette di costruire una soluzione locale alle equazioni della fisica solo se tale soluzione locale può essere estesa ad una parte di una soluzione globale (non necessariamente unica), la quale è ben definita in tutte le regioni non singolari dello spazio-tempo.
Tra i co-autori di questa ricerca del 1990 vi erano Kip Thorne, Mike Morris e Ulvi Yurtsever, che nel 1988 avevano suscitato un rinnovato interesse per il tema dei viaggi nel tempo nella relatività generale con il loro articolo "Wormholes, Time Machines, and Weak Energy Condition", che ha dimostrato che una nuova soluzione della relatività generale nota come wormhole attraversabile potrebbe portare a curve di tipo tempo chiuse e, a differenza delle precedenti soluzioni contenenti CTC, non richiedeva condizioni irrealistiche per l’universo nel suo insieme. Dopo averne discusso con l'autore principale dell'articolo del 1990, John Friedman, si convinsero che il viaggio nel tempo non porta necessariamente a paradossi irrisolvibili, indipendentemente dall'oggetto inviato attraverso il wormhole.

## Un esempio: il paradosso del nonno
Per fare un esempio, prendiamo in considerazione il paradosso del nonno e vediamo come esso viene risolto.
Il paradosso del nonno, in termini generali, prevede che un nipote possa tornare nel passato con una macchina del tempo e uccidere il proprio nonno, prima che questi possa generare il figlio, ma ecco che si verifica una contraddizione: se il nonno muore, il nipote non nascerà mai e non potrà tornare indietro e ucciderlo; per cui il nonno sarebbe ancora vivo e potrà essere ucciso dal nipote.
Nascerà dunque un'antinomia senza coerenza logica in cui l'effetto cancella la causa e viceversa: il fatto stesso che il nipote sia vivo e quindi sia stato generato, impedisce al nonno di morire ucciso dal nipote, per semplice logica causale.
Vediamo adesso come il paradosso possa essere risolto attraverso il concetto di autoconsistenza.
Supponiamo che, nel 1955, Franca assista "per caso" alla morte di un uomo di nome Luigi che era nelle sue vicinanze. Scioccata, viene consolata da un passante di nome Nando col quale poi mette su famiglia; hanno dei figli, i quali a loro volta gli danno dei nipoti, tra cui uno di nome Davide.
Nel 2015, Davide, che ignora i fatti accaduti nel 1955, ha una crisi esistenziale, si rammarica di esser nato, costruisce una macchina del tempo e la usa per andare proprio nel 1955 e sparare a sua nonna. Tuttavia, mentre preme il grilletto, Luigi esce da un negozio e, passando davanti a Franca, intercetta il proiettile e muore al posto suo.
In questo modo, nulla accade diversamente da come è già accaduto e anzi, se non fosse stato per la morte di Luigi causata da Davide, tra Franca e Nando non sarebbe probabilmente nato il sentimento che poi avrebbe portato alla nascita di Davide stesso. Dunque ciò che nel passato era accaduto è stato permesso involontariamente dal viaggio nel tempo, per cui si è certi di poter dire che il viaggio nel tempo non cambia la storia ma la realizza, ovvero la crea così come la conosciamo nel futuro. Il viaggio nel tempo, proprio perché è un viaggio nel passato, esiste ancor prima che venga svolto effettivamente: esso faceva già parte della storia perché è essenzialmente la storia che avvenne.
Non vi è dunque contraddizione ma, al contrario, autoconsistenza. Quali che fossero le intenzioni di Davide, egli non può in alcun modo impedire la sua stessa nascita: può anzi solo essere la causa della sua stessa nascita o, al massimo, non avere alcuna influenza. Il suo agire assomiglia a una profezia che si autoadempie e che presenta uno svolgimento che semplicemente non rispetta il comune fluire del tempo dal passato al futuro.
Naturalmente, questa storia è solo un esempio e, avendo come oggetto in esame delle persone, è formulata inevitabilmente in una maniera imprecisa e dall'apparenza ad hoc. Poiché la fisica moderna non permette di modellizzare il comportamento di sistemi complessi come gli esseri umani, anziché concentrarsi su paradossi classici come il paradosso del nonno, Novikov ha compiuto il suo Gedankenexperiment (esperimento mentale) su qualcosa di più semplice: una palla da biliardo che interagisce con se stessa nel passato.

## L'esperimento mentale di Novikov
Immaginiamo di avere un biliardo con due buche, che chiameremo A e B, collegate da una macchina del tempo: una palla che entri nella buca B torna indietro nel tempo di pochi secondi ed esce dalla buca A prima di essere entrata in buca. Vi è cioè un lasso di tempo in cui sul biliardo sono presenti due palle, o meglio due versioni della stessa palla: una più giovane che sta per entrare nella buca B e una più vecchia che è appena uscita dalla buca A.
È possibile calcolare la traiettoria da dare alla palla perché, uscendo dalla buca A, urti se stessa impedendosi di entrare nella buca B: si creerebbe così un paradosso. Ma, secondo Novikov, la palla uscirebbe da A con un angolo leggermente diverso da quello previsto, e si limiterebbe a sfiorare se stessa, modificando di pochissimo la propria traiettoria. La palla entrerebbe sempre nella buca B, ma a causa della leggera deviazione uscirebbe da A, appunto, con quella traiettoria leggermente diversa che - abbiamo visto - fa sì che si urti di striscio.
Questo è il nucleo della concezione di Novikov: il paradosso c'è solo se prima ignoriamo l'effetto dell'urto (supponendo che la palla entri nella buca B) e lo prendiamo in considerazione solo dopo (quando la palla esce da A). Invece occorre considerare subito l'effetto dell'urto, sia nel periodo in cui la palla non è ancora entrata in B sia in quello in cui è già uscita da A, dato che sono lo stesso periodo.

## Il Principio di autoconsistenza di Novikov nella cultura di massa
Alcuni esempi cinematografici del principio in questione sono le pellicole:
- del 1967 Uccidere per amore, Episodio 28 di Star Trek, serie classica, diretto da Joseph Pevney;
- del 1984 Terminator, diretto da James Cameron. Nei successivi film della saga, tuttavia, il viaggio nel tempo non viene più basato su questo principio;
- del 1995 L'esercito delle 12 scimmie, diretto da Terry Gilliam con protagonista Bruce Willis;
- del 2002 The Time Machine, diretto da Simon Wells con protagonista Guy Pearce;
- del 2004 Lost, serie televisiva statunitense;
- del 2004 Harry Potter e il prigioniero di Azkaban, diretto da Alfonso Cuaron e così pure nella versione cartacea;
- del 2007 Timecrimes, diretto da Nacho Vagalondo;
- del 2011 Steins;Gate diretto da Hiroshi Hamasaki, Takuya Satō così come l'opera videoludica (originale) e cartacea; nella quale viene presa in considerazione anche la teoria delle dimensioni parallele
- del 2014 Interstellar, diretto da Christopher Nolan;
- del 2014 Predestination, diretto da Michael e Peter Spierig con protagonista l'attore Ethan Hawke.
- del 2017 Nella serie televisiva Dark anche se non per tutta la sua durata.
- del 2022 Nella serie televisiva Netflix The Umbrella Academy durante la terza stagione l’uccisione delle mamme dei protagonisti ha causato il Paradosso del nonno
- del 2023 Il principio viene citato nel quinto episodio della serie televisiva The Way Home.

Un ulteriore esempio lo si ha nel videogioco picchiaduro Tekken 5. Nel suo video di epilogo, la protagonista Ling Xiaoyu utilizza una macchina del tempo per viaggiare nel passato, con l'intento di impedire a Heihachi Mishima di gettare il figlio Kazuya nel cratere di un vulcano. L'unico risultato che la ragazza ottiene è tuttavia quello di restare nel suo tempo, mentre la macchina del tempo "parte" senza di lei e colpisce Heihachi, facendogli cadere di mano Kazuya, che finisce proprio nel vulcano.
Il videogioco Quantum Break nel quale si fa uso in diversi punti della trama del principio, nominandolo e descrivendone la teoria, per spiegare l'impossibilità per i personaggi del videogioco capaci di viaggiare nel tempo di cambiare lo svolgimento degli eventi.